# Pardubický cukrovar
Pardubický cukrovar byl jeden z nejvýznamnějších průmyslových podniků města v druhé polovině 19. a v první polovině 20. století. Byl založen roku 1869. Iniciátorem byl poštmistr Josef Kraus. Jednalo se o důležitý průmyslový prvek Pardubic. Cukrovar byl v důsledku 2. světové války zničen a jeho provoz již nebyl obnoven.

## Založení
Cukrovar byl založen roku 1869 na východním okraji Pardubic na konci Palackého třídy u kapličky sv. Marka vedle železniční dráhy. Skupina zájemců, v čele s poštmistrem Josefem Krausem, navrhla založení družstevního, později akciového cukrovaru. Josef Kraus investoval do výstavby značný úvěr, a proto vlastnil polovinu akcií podniku. Část akcií zakoupila po jistém váhání  i pardubická městská rada. Dalším významným akcionářem byl Otto Baer, který se později stal předsedou správní rady. Základní kapitál činil 300 000 zlatých.

## Provoz
V září roku 1869 začala první kampaň. Produkce jedné kampaně tvořila 30 000 – 40 000 tun cukru a 3 000 – 4 000 tun surovin. Polovina produkce se prodávala na domácím trhu a druhá polovina byla exportována do zahraničí. Cukrovar měl v té době 450 zaměstnanců. V roce 1917 vznikla cukrovarnická agencie, která měla sídlo v Pardubicích. V letech 1923-1927 byl pardubický cukrovar modernizován. Hlavním akcionářem byla Pražská úvěrní banka, díky které byl cukrovar vybaven nejmodernějším výrobním zařízením. V roce 1928 činila denní produkce 8,5 tisíce metrů krychlových cukru.

## Vedení
Prvním ředitelem cukrovaru se stal roku 1877 Josef Pfleger, který byl významným stavitelem několika cukrovarů v Čechách.
V letech 1880–1893 působil jako ředitel cukrovaru Matouš Jezbera. V době jeho působení se projevila světová cukerní krize z nadvýroby.

## Areál cukrovaru
Cukrovar se nacházel po levé straně silnice směrem na Svítkov. Stál v prostoru mezi budovami dnešní pošty a nádražní haly. Vedle výrobních objektů stála administrativní budova, obytný dům a řada přízemních dělnických domků. Celý areál byl obehnán zdí. Po modernizaci ve 20. letech měl cukrovar vlastní vápennou pec, elektrárnu, transformační stanici, čerpací stanici i čistírnu odpadních vod. 

## Zánik
Během války v roce 1944 byly Pardubice cílem náletů. Červencové bombardování měli na svědomí Britové, v srpnu zaútočily americké bombardéry. Během druhého náletu, který proběhl 24. srpna 1944, byl zasažen i cukrovar. Cílem náletu byla rafinerie minerálních olejů Fanto-Werke, dnes známá jako Paramo, která zásobovala německé válečné stroje palivem. Útok zasáhl také továrnu Kapo, nádražní halu a obytné domy ve městě. Kvůli vážnému poškození provoz cukrovaru po válce nebyl obnoven. Poničené zařízení bylo zlikvidováno. Nechaly se zbourat objekty a odstřelit komíny.